# Xenon
Xenon là một nguyên tố hóa học trong bảng tuần hoàn có ký hiệu Xe và số nguyên tử bằng 54. Là một khí hiếm không màu, không mùi và rất nặng, xenon có trong khí quyển Trái Đất với một lượng nhỏ dạng dấu vết và là một phần của hợp chất khí hiếm đầu tiên được tổng hợp.

## Đặc trưng nổi bật
Xenon là thành viên của nhóm các nguyên tố hóa trị 0 được gọi là các khí hiếm hay khí trơ. Từ "khí trơ" đã được sử dụng từ lâu để chỉ nhóm các nguyên tố này, song có lẽ cần phải bỏ do một số nguyên tố hóa trị 0 cũng có thể tạo ra hợp chất với các nguyên tố khác. Trong các ống chứa khí thì xenon phát ra ánh sáng màu xanh lam khi khí này bị phóng điện qua. Với áp lực nén hàng gigapascal thì xenon dạng kim loại được tạo ra. Xenon cũng có thể tạo ra các mắt lưới với nước khi các nguyên tử của nó bị mắc kẹt trong lưới của các phân tử nước.

## Ứng dụng
Khí này được dùng rộng rãi nhất và nổi tiếng nhất trong các thiết bị phát ra ánh sáng gọi là các đèn chớp xenon, được sử dụng trong các đèn chớp của máy ảnh, để tạo ra môi trường kích hoạt trong các thiết bị tạo laser mà sau đó sẽ phát sinh ánh sáng giao thoa, trong các đèn diệt khuẩn (hiếm dùng) và sử dụng trong một số ứng dụng y học liên quan đến bệnh da liễu. Các đèn hồ quang xenon liên tục, hồ quang ngắn, áp suất cao có nhiệt độ màu gần với ánh sáng Mặt Trời lúc giữa trưa và được dùng trong các thiết bị giả lập Mặt Trời, một số hệ thống đèn chiếu và một số ứng dụng đặc biệt khác. Chúng là các nguồn rất tốt để tạo ra các tia cực tím có bước sóng ngắn cũng như chúng có các bức xạ rất mạnh trong các bước sóng gần tia hồng ngoại, được sử dụng trong một số thiết bị quan sát ban đêm. Các sử dụng khác của xenon bao gồm:
- Được sử dụng như là chất gây mê toàn phần, mặc dù giá thành quá đắt.
- Trong các ứng dụng năng lượng hạt nhân nó được sử dụng trong các buồng bọt, máy dò và trong các khu vực khác mà phân tử lượng lớn cũng như tính trơ là các yêu cầu.
- Các perxenat được sử dụng như là tác nhân oxy hóa trong hóa phân tích.
- Đồng vị Xe133 là có ích trong vai trò của một đồng vị phóng xạ.
- Việc chụp cộng hưởng từ (MRI) siêu phân cực phổi và các cơ quan nội tạng khác sử dụng Xe129  Lưu trữ ngày 28 tháng 9 năm 2004 tại Wayback Machine.
- Nhiên liệu thích hợp cho động cơ đẩy dùng ion do phân tử lượng cao, dễ bị ion hóa, lưu trữ như là chất lỏng ở nhiệt độ phòng (với áp suất cao) và dễ dàng chuyển ngược lại dạng khí để nạp năng lượng cho động cơ, bản chất trơ làm cho nó là thân thiện môi trường và ít ăn mòn đối với động cơ ion so với các loại nhiên liệu khác, chẳng hạn thủy ngân hay xêzi. Tuy nhiên, hiện vẫn đang có các ý kiến trái ngược nhau về khả năng phổ biến trong tương lai về việc sử dụng nó trong công nghiệp thám hiểm vũ trụ, do nó sẽ bị mất đi vĩnh cửu trong không gian và làm suy giảm nguồn cung cấp hữu hạn trong khí quyển Trái Đất.
- Được sử dụng phổ biến trong tinh thể học protein. Khi ở áp suất cao (~600 psi) tác động vào các tinh thể protein thì các nguyên tử xenon liên kết chủ yếu trong các hốc không ưa nước, thông thường tạo ra dẫn xuất nặng nguyên tử, đồng hình và chất lượng cao.

## Lịch sử
Xenon (tiếng Hy Lạp : "kỳ dị") được William Ramsay và Morris Travers phát hiện tại Anh năm 1898 trong phần còn lại sau khi cho các thành phần khác của không khí lỏng bay hơi.

## Sự phổ biến
Xenon là khí ở dạng dấu vết trong khí quyển Trái Đất, ở mức một phần 20 triệu (0,05 ppm). Nguyên tố này thu được trong công nghiệp nhờ chiết ra từ phần còn lại của không khí hóa lỏng. Khí hiếm này trong tự nhiên được tìm thấy như là khí thoát ra từ một số suối nước khoáng. Xe133 và Xe135 được tổng hợp bằng chiếu xạ neutron trong không khí làm mát các lò phản ứng hạt nhân.

## Hợp chất

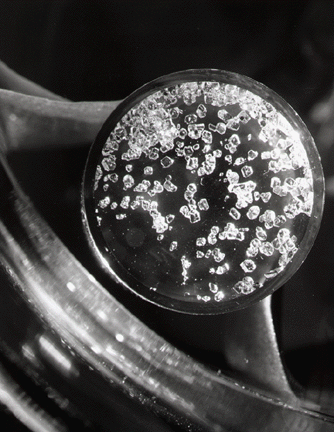
Các tinh thể XeF_{4}. Ảnh chụp năm 1962.

Trước năm 1962, xenon và các khí hiếm khác nói chung được coi là trơ về mặt hóa học và không thể tạo ra các hợp chất hóa học. Các chứng cứ sau đó chỉ ra rằng xenon, cùng với các khí hiếm khác, trên thực tế có tạo ra các hợp chất. Một số hợp chất của xenon là điflorua xenon, têtraflorua xenon, hexaflorua xenon, hiđrat và đơterat cũng như perxenat natri. Hợp chất có tính gây nổ cao là trioxide xenon cũng được tạo ra. Có ít nhất 80 hợp chất của xenon, trong đó flo hay oxy được liên kết với xenon. Một số hợp chất của xenon có màu nhưng đa phần là không màu.

## Đồng vị
Xenon nguồn gốc tự nhiên bao gồm 7 đồng vị ổn định và 2 đồng vị phóng xạ nhẹ. Ngoài các dạng ổn định này còn có 20 đồng vị không ổn định đang được nghiên cứu.  Xe129 được tạo ra nhờ phân rã beta của I129 (chu kỳ bán rã: 16 triệu năm); Xe131m, Xe133, Xe133m và Xe135 là một phần sản phẩm phân rã hạt nhân của cả U235 và Pu239 và vì thế được dùng làm chỉ số của các vụ nổ hạt nhân.
Đồng vị nhân tạo Xe135 có tầm quan trọng đáng lưu ý trong hoạt động của các lò phản ứng hạt nhân. Xe135 có tiết diện vuông lớn cho các neutron nhiệt (2,65x106 barn, vì thế nó đóng vai trò của chất hấp thụ neutron hay "chất độc" mà có thể làm chậm hay dừng các chuỗi phản ứng sau một thời gian hoạt động. Đây đã là một vấn đề đáng kể trong các lò phản ứng hạt nhân đầu tiên được Dự án Manhattan của Mỹ xây dựng để sản xuất plutoni.
Nồng độ tương đối cao của các đồng vị xenon phóng xạ cũng được phát hiện là tỏa ra từ các lò phản ứng hạt nhân do sự giải phóng của khí này từ các thanh nhiên liệu bị gãy hay sự phân hạch của urani trong nước làm mát. Nồng độ của các đồng vị này nói chung vẫn là thấp khi so với các khí hiếm phóng xạ nguồn gốc tự nhiên, như Rn222.
Do xenon là nguồn dò vết cho 2 đồng vị cha, tỷ lệ các đồng vị của xenon trong các thiên thạch là công cụ mạnh để nghiên cứu sự hình thành của hệ Mặt Trời. Phương pháp I-Xe trong xác định niên đại bằng phóng xạ cho ta khoảng thời gian đã trôi qua giữa tổng hợp hạt nhân và sự đông đặc của các thiên thể rắn từ tinh vân Mặt Trời. Các đồng vị xenon cũng là công cụ mạnh để nghiên cứu sự tiến hóa của đất đá. Tỷ lệ cao của Xe129 tìm thấy trong các giếng khí dioxide cacbon ở New Mexico được cho là do sự phân rã của các khí có trong lớp phủ ngay sau khi Trái Đất hình thành.

## Phòng ngừa
Khí này có thể lưu giữ an toàn trong các chai lọ thủy tinh có gắn nắp thông thường ở nhiệt độ và áp suất tiêu chuẩn. Xenon là không độc, nhưng nhiều hợp chất của nó là độc do các tính chất oxy hóa mạnh của chúng.
Do xenon nặng hơn không khí, nên tốc độ truyền âm thanh của nó thấp hơn so với không khí, và khi bị hít thở phải thì nó làm giảm các tần số cộng hưởng của hệ thống thanh âm. Nó tạo ra cường độ âm thanh thấp đặc trưng, tương tự như cường độ âm thanh lớn sinh ra do hít thở phải heli. Vì một vài lý do, sự hít thở phải xenon là nguy hiểm hơn so với hít thở phải heli. Đầu tiên là do các tính chất gây mê của xenon còn ít được nghiên cứu, tương tự như các tính chất của oxide nitrơ. Sự hít thở phải xenon có thể gây ra các hiệu ứng từ nhẹ đến trung bình, kéo dài không lâu, bao gồm các cảm giác lạ đối với ánh sáng và âm thanh.
Do các nguy hiểm gắn liền với sự hít thở phải xenon nên nhiều trường đại học đã không còn cho phép sử dụng nó như là sự minh họa trong hóa đại cương. Xenon trong bất kỳ hoàn cảnh nào đều là rất đắt tiền (giá của nó khoảng 60 USD trên 0,077 pps). Khí hexaflorua lưu huỳnh nói chung được sử dụng để thay thế.